# Axel Stenberg

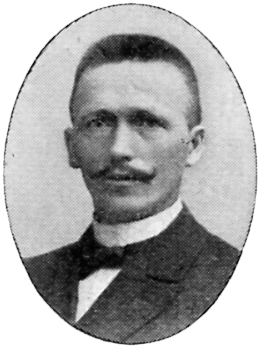
Axel Stenberg

Axel Julius Stenberg, född 18 september 1866 i Lund, död 26 september 1947 i Malmö, var en svensk arkitekt, byggmästare och biografägare, verksam i Malmö.

## Biografi

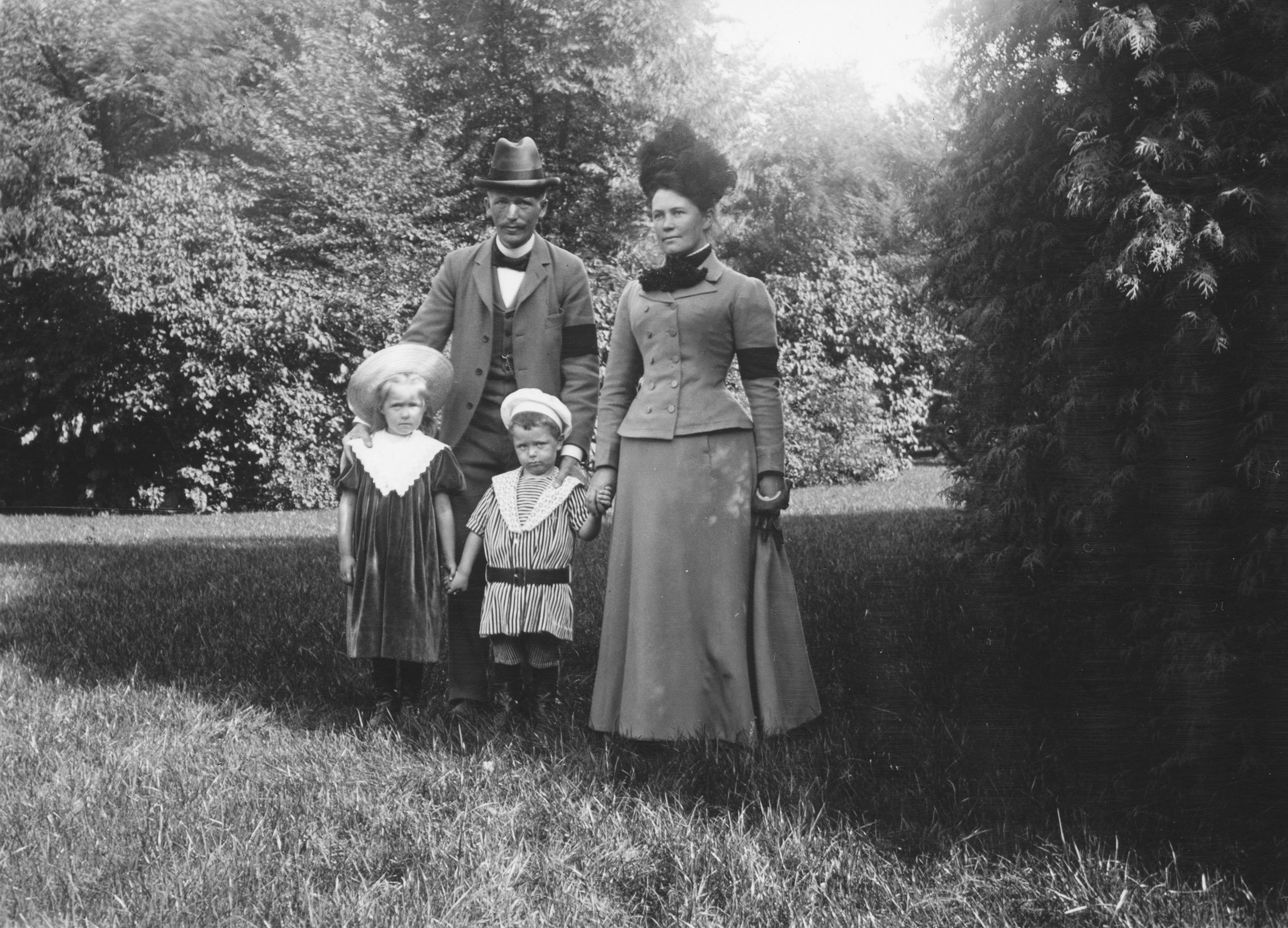
Axel Stenberg med familj i Malmö ca 1901.

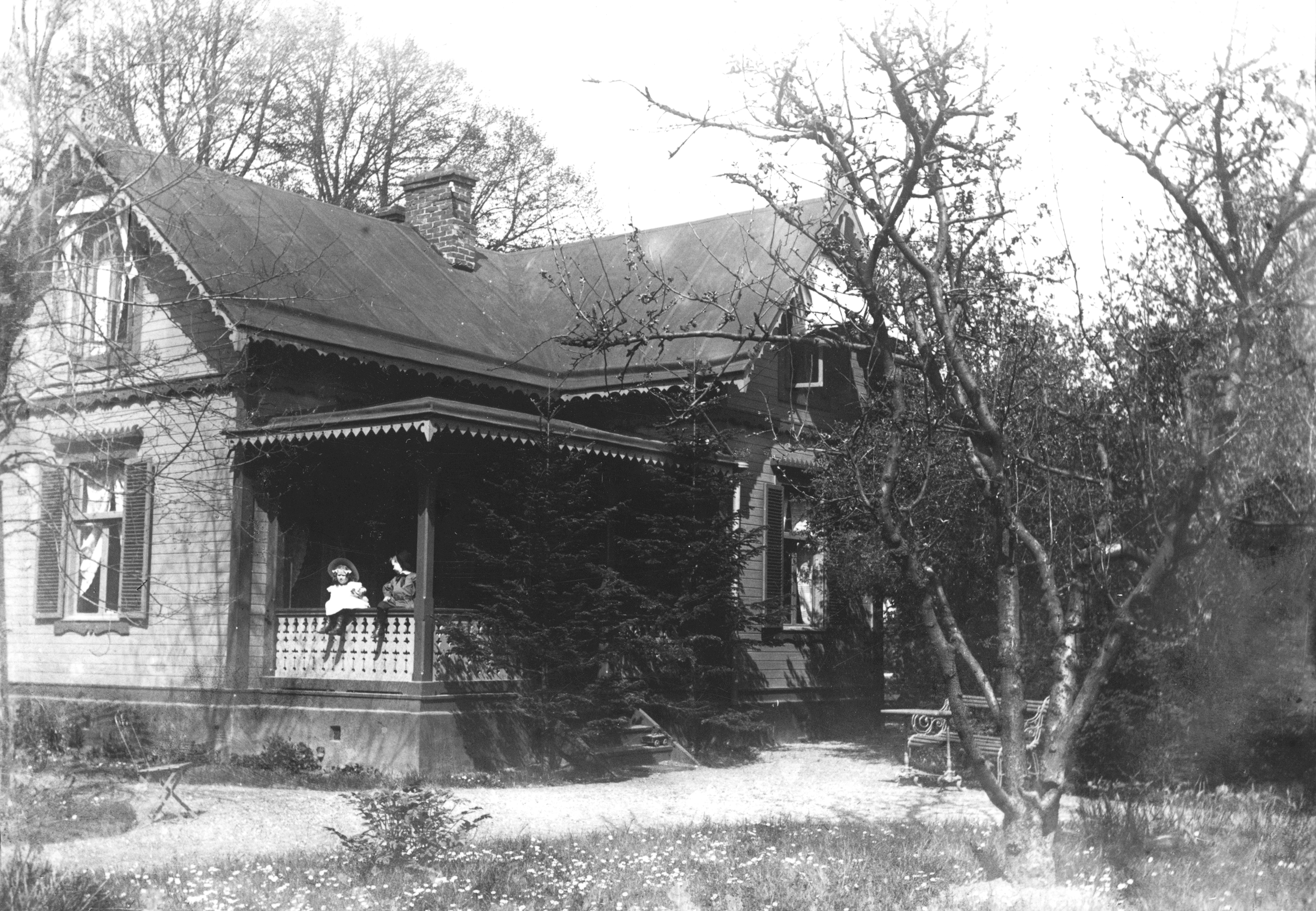
Axel Stenbergs sommarvilla Villa Parkhyddan invid Rönneholm ca 1901.

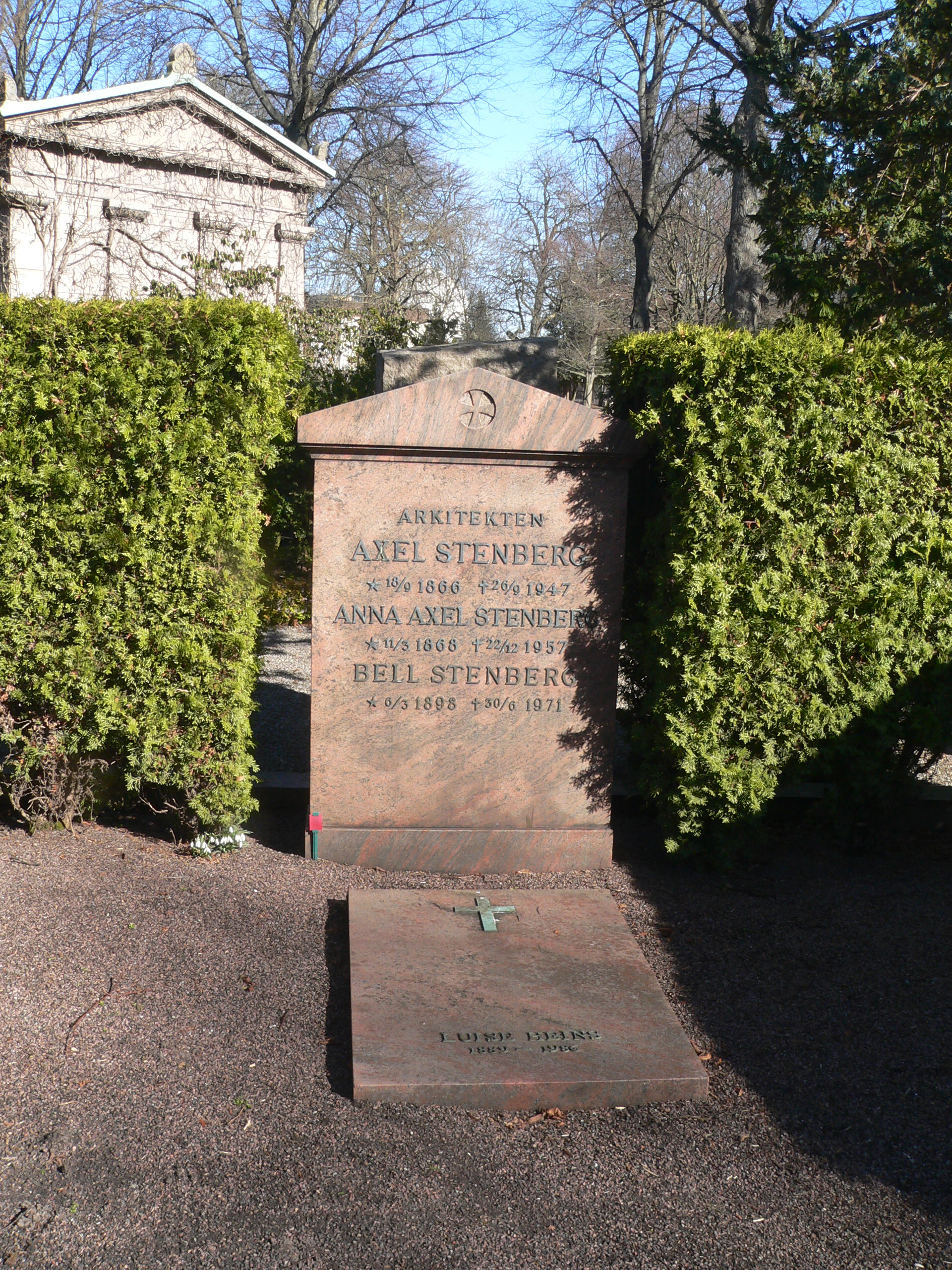
Axel Stenbergs grav på Sankt Pauli mellersta kyrkogård.

Stenberg saknade formell arkitektutbildning men hade en genuin hantverksutbildning då fadern var byggmästare i Lund. Han flyttade 1893 till Malmö där han inköpt en hörntomt vid Stora Trädgårdsgatan och Stora Kvarngatan. Här uppförde han ett fyravånings boningshus som också blev hans och hustrun Annas, född Winzy, bostad. 
Stenberg ritade främst flerbostadshus som han själv lät uppföra och förvalta. Dessa hade ofta en sparsam dekoration i klassicistisk stil. Ett undantag var det femvåningshus i mera exklusivt utförande som han 1896 lät uppföra vid Regementsgatan 10. Hit flyttade han också sin egen bostad. Andra flerbostadshus uppförde han i Rörsjöstaden och på den vid denna tid obebyggda Möllevången. Tillsammans med konsul Bertil Sederholm grundade Stenberg Fastighetsbolaget Malmö-Sofielund. På Sofielund lät han också uppföra ett flertal fastigheter. Efter anläggandet av Davidshallstorg blev Stenberg den förste som här på egen tomt uppförde ett hyreshus i slutet av 1920-talet. Hit flyttade han och hustrun. 
Som arkitekt ritade Stenberg också ett flertal industribyggnader i Malmö. Åren 1909-1913 uppförde Kockums ett stort varvsindustriområde i hamnen. Stenberg fick uppdraget att rita denna anläggning. Av dessa byggnader återstår i dag den stora maskinhallen. Vid samma tid anlitades han för ett antal andra industriprojekt. I Sofielund uppfördes Bleckvarufabriken (senare inom AB Plåtmanufaktur) och vid Ystadvägen Kürzels spinnerifabrik.
Tidigt blev Axel och Anna Stenberg intresserade av filmtekniken. 1912 stod hans ritade och ägda biograf Victoria klar invid Södra Förstadsgatan. Denna byggnad var en av de första i landet som uppförts enkom som biograf. Strax därefter inredde han en mindre biografsalong, Mignon, vid Gustav Adolfs torgs norra sida (senare Smultronstället och Picadilly). Han kom också att äga Metropol i Karlshamn.
Kombinationen arkitekt/byggmästare, husägare och biografägare gjorde honom till en förmögen man. Liksom dåtidens Malmönobless skaffade han sig därför en sommarvilla utanför staden. Denna, Villa Parkhyddan, låg invid Rönneholm på vägen ut till Limhamn. Detta område strax utanför den dåtida stadsbebyggelsen kom att bli mycket populärt bland de rikare i Malmö. I början av varje sommar samlades familjerna vid nuvarande Stadsbiblioteket och drog i scharabang ut till sina sommarvillor.
En mindre känd byggverksamhet var de offentliga toalettbyggnader som stadsarkitekt Salomon Sörensen fick uppdrag att uppföra. Dessa relativt stora och grundmurade hus kom i folkmun att gå under benämningen ”Stenbergska villorna”. Namnet hade dock inget med arkitekt Stenberg att göra, utan syftade på kommunpolitikern Anna Stenberg, som motionerat om dessa offentliga toaletter. De var belägna på eller i närheten av dåtidens torg (vid Drottningtorget och vid Föreningsgatan invid Kaptensgatan samt på Möllevångstorget). 
Stenberg var öppen för nya idéer i stadsmiljön. Som sådana kan nämnas att han i ett nyuppfört hus i Sofielund vid Ystadsgatan inrättade Malmös första sopnedkast. Ett annat exempel är att han 1936 för att pryda Davidshallstorg invid sitt uppförda bostadshus satte upp Malmös första offentliga julgran.
Stenberg är begravd på S:t Pauli mellersta kyrkogård (kvarteret Annelund, gravplats 11) i Malmö.

## Några byggnadsverk
- Bostadshus, Regementsgatan 10, Malmö (1896)
- Bostadshus, Kornettsgatan 22, 1901 Malmö
- Flerbostadshus, Södra Skolgatan i Malmö (1906)
- Gustav Adolfspalatset, i Malmö (1904-1910) (tillsammans med Jöns Jacobsson Wallin)
- Kürzels Spinnerifabrik, Ystadvägen, Malmö (1906-22)
- Kockums verkstadsbyggnader, Västra Hamnen Malmö (1909-13)
- Carl och Augusta Österbergs minne, Rådmansgatan / Sankt Johannesgatan i Malmö (1910)
- Hindås kyrka (1911–12)
- Victoriabiografen, Malmö (1912)
- Flerbostadshus, Kärleksgatan / Davidshallstorg i Malmö (1928)
- Folkhögskola i Svalöv
- Folkhögskola i Skurup
- Läroverk i Landskrona

## Galleri

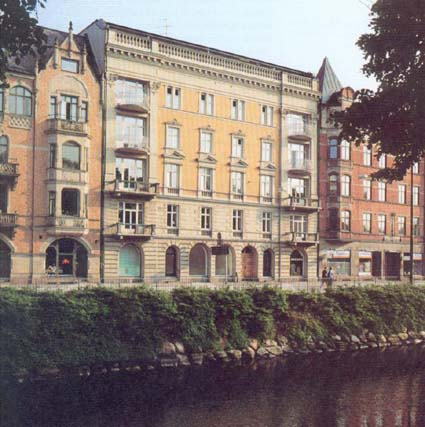
Bostadshus vid Regementsgatan i Malmö, ritat och uppfört av Stenberg 1896. I huset hade Stenberg själv sin bostad under en tid.
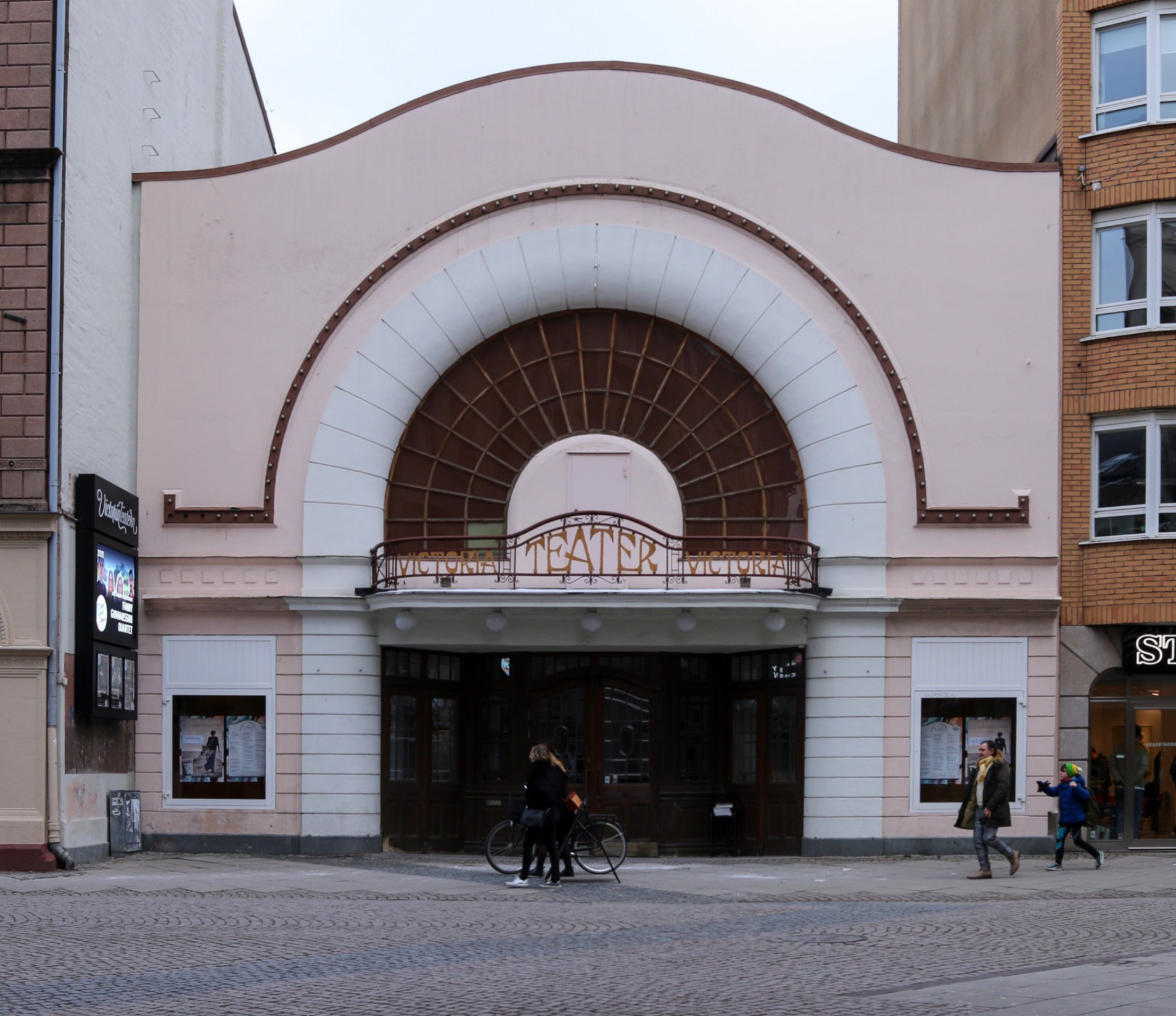
Victoriabiografen på Södra Förstadsgatan i Malmö, ritad och uppfört av Stenberg 1912.
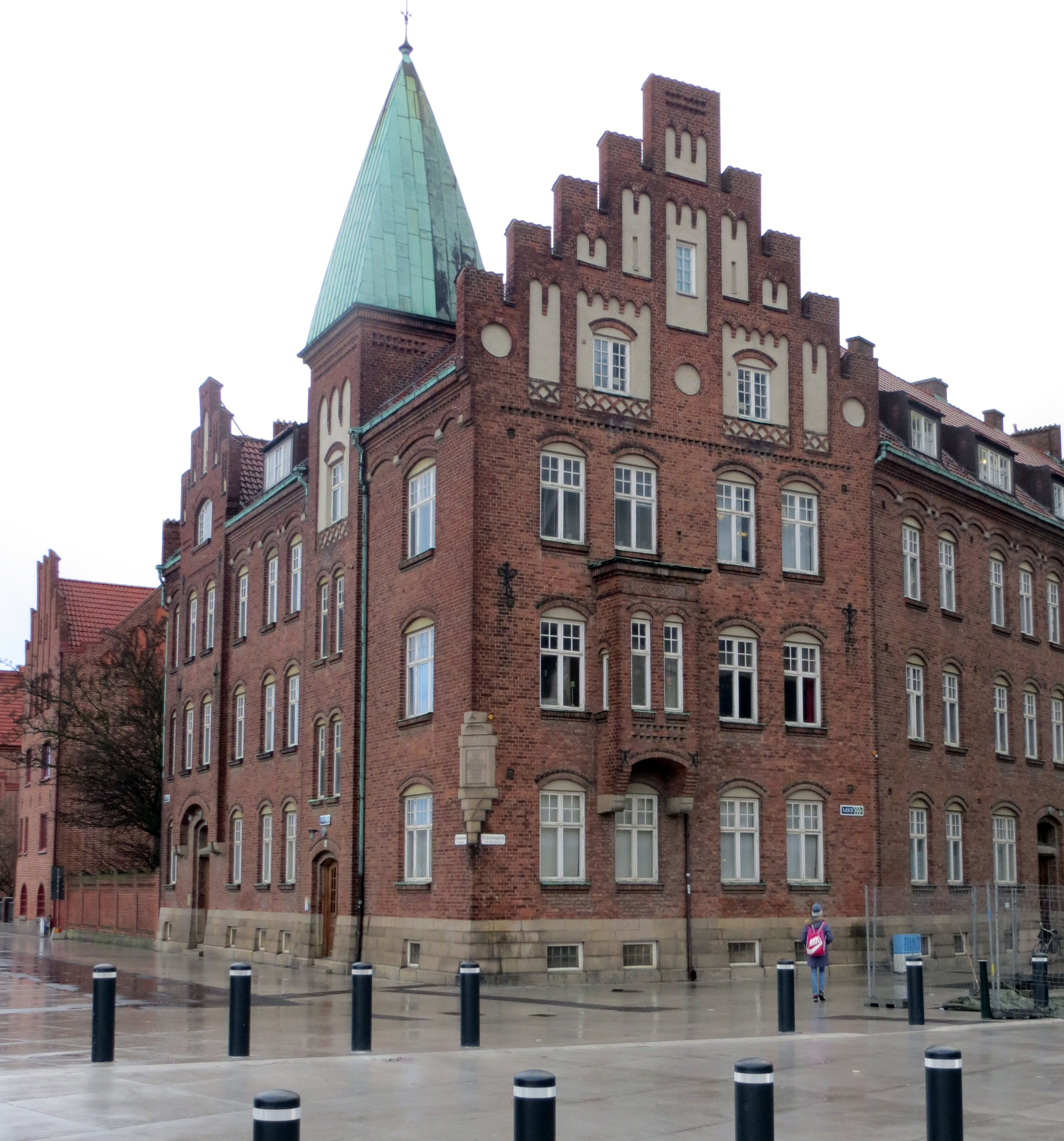
Österbergska stiftelsens byggnad
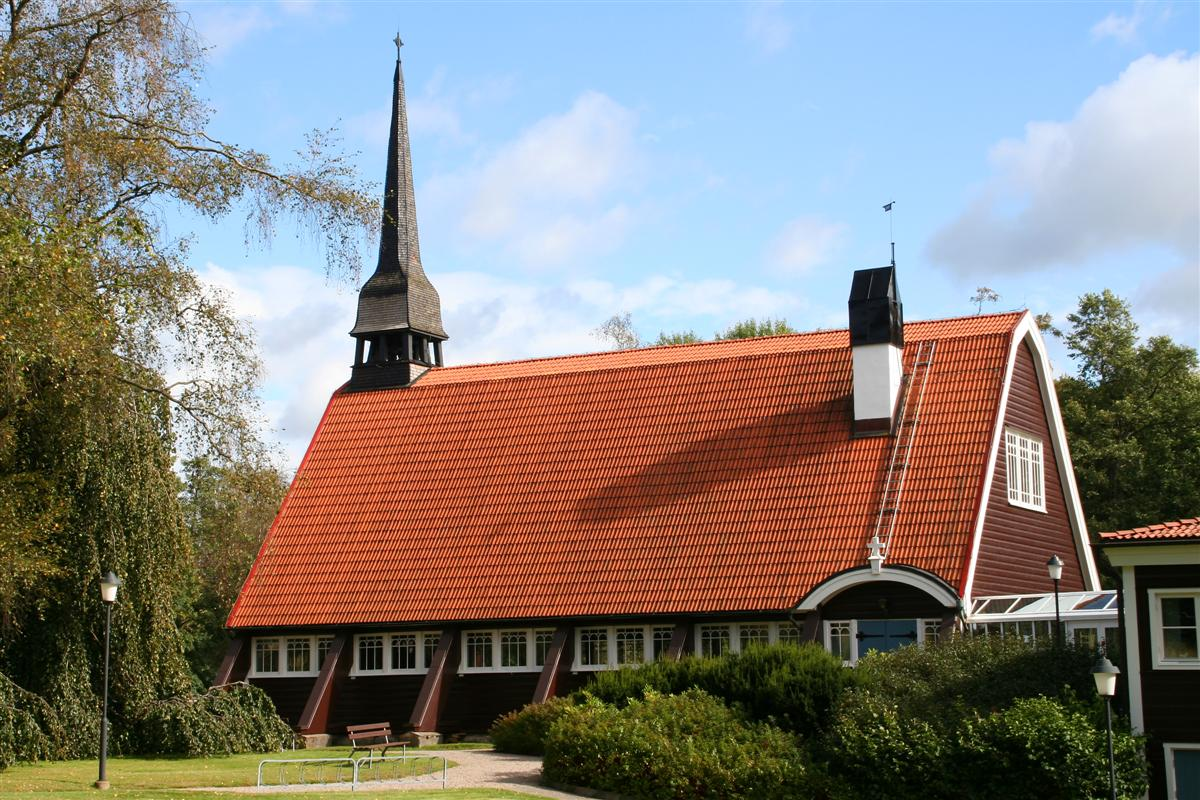
Hindås kyrka